# 30-й армейский корпус (Российская империя)
30-й армейский корпус — общевойсковое соединение (армейский корпус) Русской императорской армии. Образован в декабре 1914 года.

## Командиры
- 12.1914-03.1915 — генерал от инфантерии Вебель, Фердинанд Маврикиевич
- 27.03.1915-12.08.1916 — генерал-лейтенант (с 10.04.1916 генерал от инфантерии) Зайончковский, Андрей Медардович

Боевой путь
Участник Первой мировой войны. В частности, Заднестровской операции в апреле-мае 1915 г. и битвы на Стоходе в июле 1916 г.